# Великое княжество Краковское
Великое княжество Краковское (нем. Großherzogtum Krakau, пол. Wielkie Księstwo Krakowskie) — автономное образование в составе Австро-Венгрии на месте аннексированного Вольного города Кракова. В настоящее время вся территория княжества принадлежит Польше.

## История
Несмотря на то, что Великое княжество являлось одним из немногих остатков Варшавского герцогства, по решению Венского конгресса Краков оставался под протекторатом России, Пруссии и Австрии. При этом Австрия достигла в городе наибольшего влияния.
В 1846 году случилось направленное против иностранцев Краковское восстание. Это и послужило поводом для ввода австрийских войск в город и дальнейшего присоединения к империи. Прецедент плохо отразился на австро-российских отношениях.
Вместе с Королевством Галиция и Лодомерия, Княжеством Освенцим и Княжеством Затор входило в провинцию «Королевство Галиция и Лодомерия, и Великое княжество Краковское с Княжеством Освенцим и Княжеством Затор».
После губительной для обеих империй Первой мировой войны оспариваемый обеими сторонами кусок вошёл в состав независимой Польши.

## Административное деление
В 1853—1854 годах была проведена административная реформа, в результате которой Великое княжество было поделено на 3 повята: хшанувский (пол. chrzanowski), краковский (пол. krakowski) и явожинский (пол. jaworznicki). Кроме того, права городских повятов имели Краков, Хшанув, Тшебиня, село Нова Гора и Явожно.